# Suriyampalayam
Suriyampalayam é uma panchayat (vila) no distrito de Erode, no estado indiano de Tamil Nadu.

## Demografia
Segundo o censo de 2001,  Suriyampalayam  tinha uma população de 21,893 habitantes. Os indivíduos do sexo masculino constituem 52% da população e os do sexo feminino 48%. Suriyampalayam tem uma taxa de literacia de 64%, superior à média nacional de 59.5%: a literacia no sexo masculino é de 74% e no sexo feminino é de 54%. Em Suriyampalayam, 11% da população está abaixo dos 6 anos de idade.